# 腕木通信

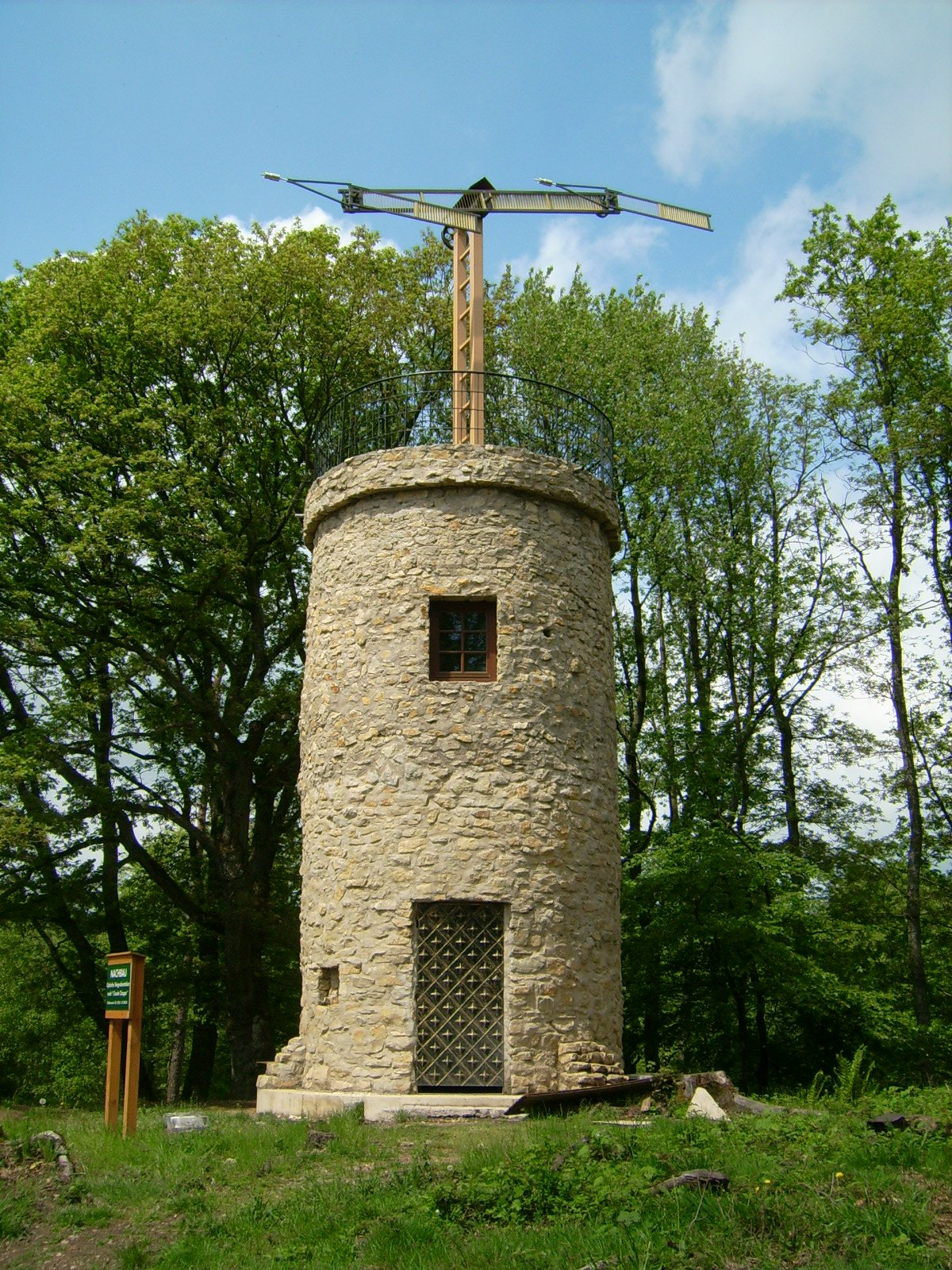
ドイツに現存するシャップの腕木通信塔

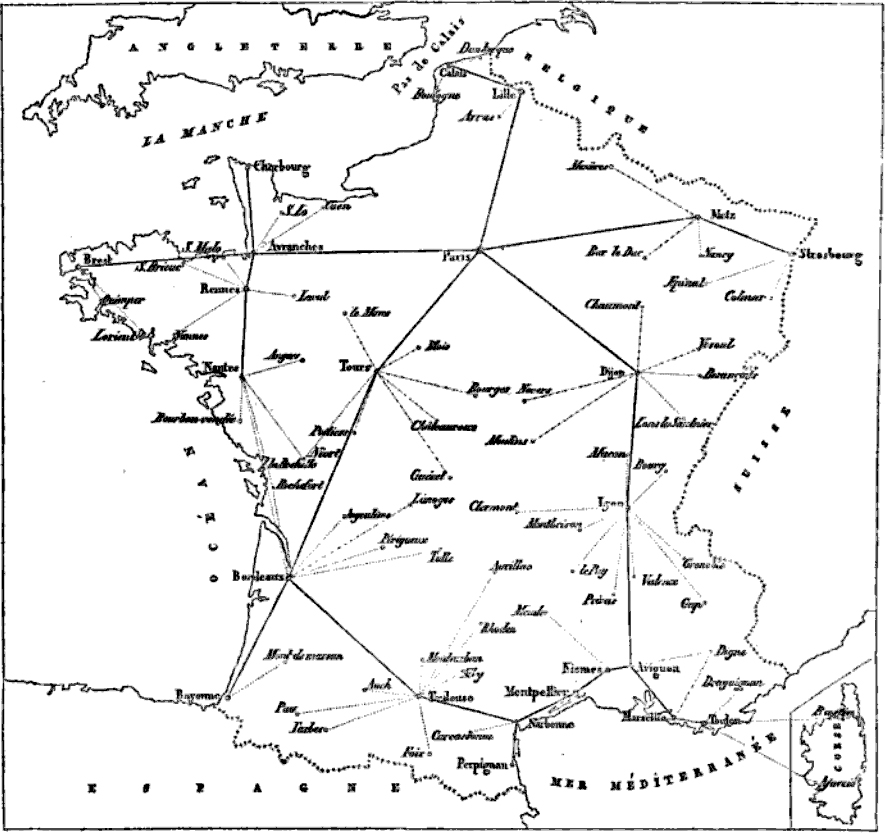
1846年当時のフランスの腕木通信網

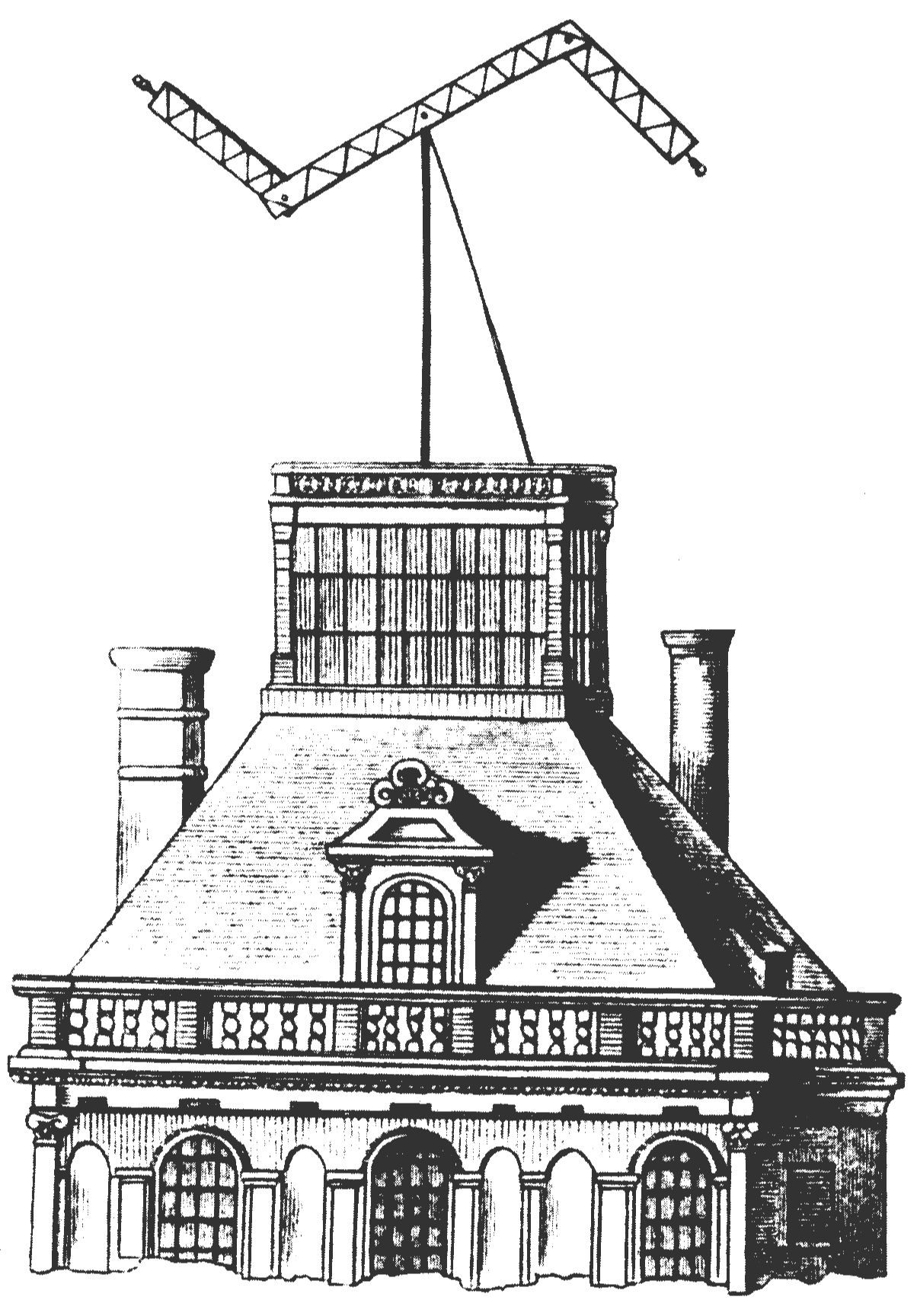
パリの腕木通信機はルーヴル宮殿に設置されていた。

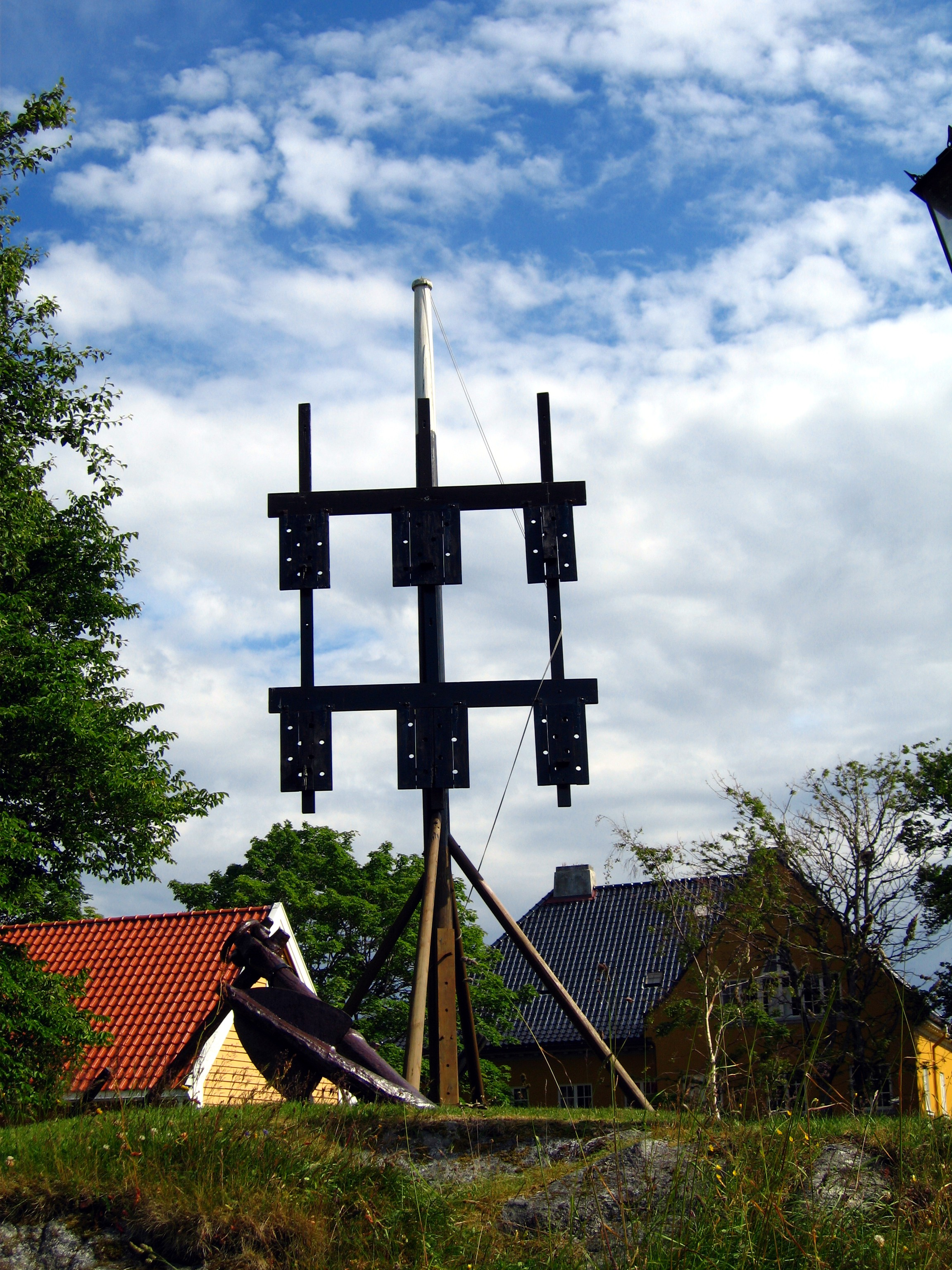
北欧で用いられたシャッター式通信機（ノルウェー）

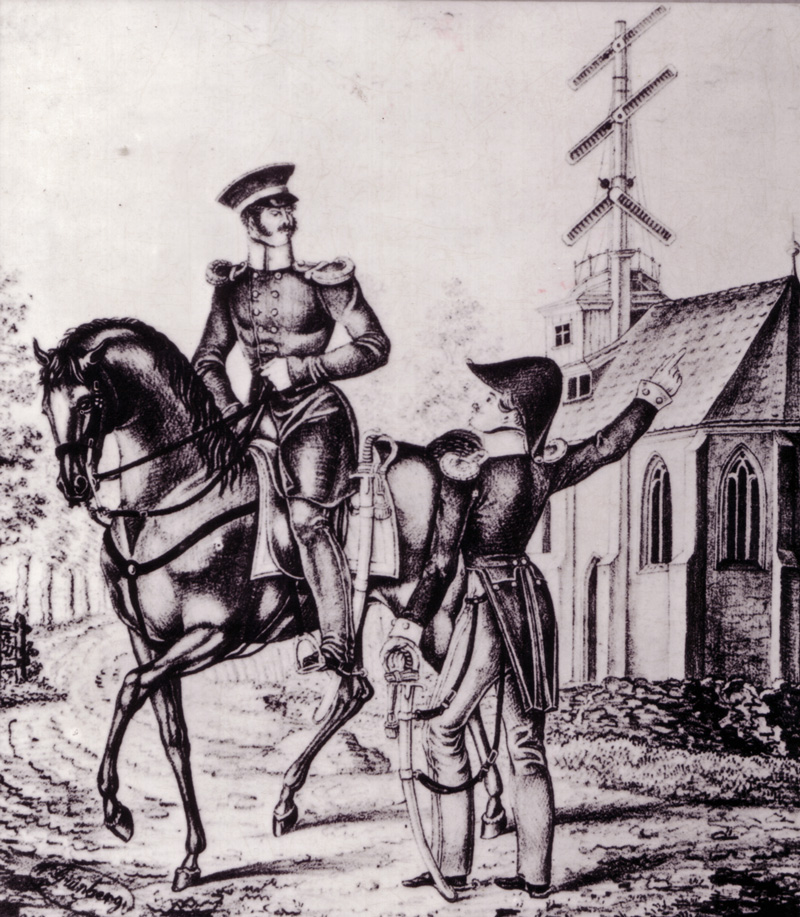
ドイツ式の通信機

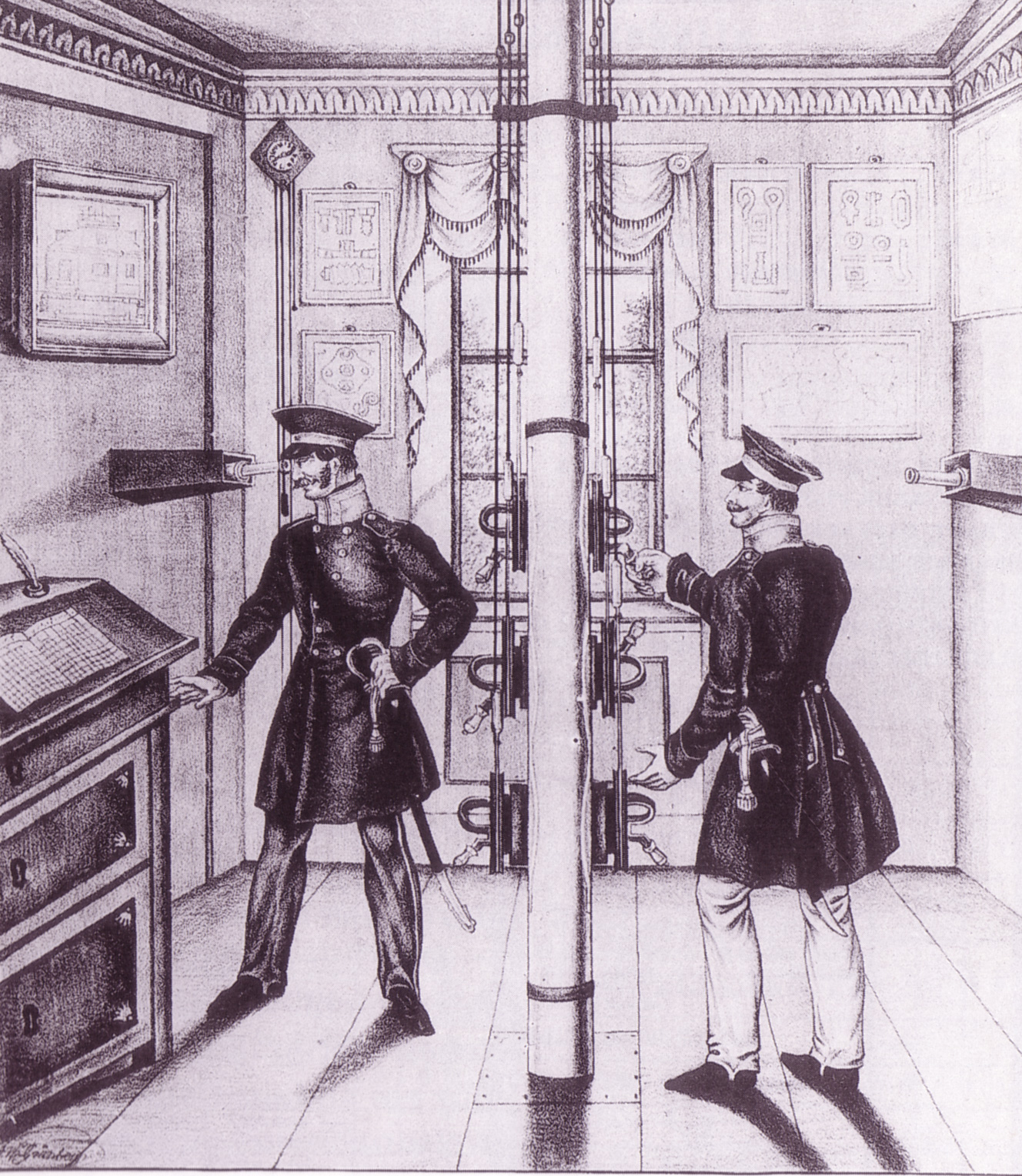
ドイツ式の操作の様子

腕木通信（うでぎつうしん、semaphore ）とは、18世紀末から19世紀半ばにかけて主にフランスで使用されていた視覚による通信機、およびその通信機を用いた通信網である。望遠鏡を用い、腕木のあらわす文字コードや制御コードを読み取ってバケツリレー式に情報を伝達した。
フランス式の腕木通信に触発され、欧米各国ではそれぞれの形式の通信機が用いられた。現在では、これら各種通信機を用いたシステム全体をoptical telegraphyと呼ぶ。

## 名称の定義
使用されていた当時はテレグラフ(telegraph)と呼ばれており、意味はギリシャ語のテレ・グラーフェン（遠くに書くこと）という言葉に由来している。
テレグラフとはクロード・シャップの腕木通信を指す固有名詞だったが、後に一般名詞化して電信を表すようになった。現代で使用されているセマフォア(semaphore)という単語はテレグラフの類似品として作られた視覚通信機の固有名詞だったものが広まり、これのコピーがイギリスで広まり、semaphoreという英単語が定着した。
そこからさらに鉄道の信号機の名称となり、これが視覚通信機の名称となったことから来ている。セマフォアという名前は長い歴史の中で名称が二重三重に流転した結果であり、実際に稼動していた当時の名称はテレグラフである。
日本語の表記では、semaphoreを「セマフォア」と音写するが、かつて大日本帝国海軍が「セマホア」と表記しており、後代においても「セマホア」と表記されることがある。

## 歴史
1793年にフランスでクロード・シャップによって発明された。シャップは機構開発に当たり、腕木機構の複雑な動作を可能とするために天才的な時計師、アブラアム＝ルイ・ブレゲの協力を得ている。
原理は大型の手旗信号とも言える方式で、腕木と呼ばれる数メートルの3本の棒を組み合わせた構造物をロープ操作で動かし、この腕木を中継局から望遠鏡を用いて確認することで情報を伝達した。夜間には腕木の端部や関節部に灯りをともして信号を送ることも試みられたという。
原始的な方式ながらも伝達速度は意外に速く、1分間に80km以上の速度で信号伝達された。また、腕木の組み合わせによってそれ以前から存在した手旗信号よりも精密かつ多彩なパターンの信号を送信できるため、短い文書を送れるだけの通信能力があり、中継局整備によって数百km先まで情報伝達することができた。シャップの考案した1799年以降の改良型では腕木だけで92パターンの動作を示すことができ、理論上は2つの符号を送ることで92の2乗の8,464パターンを形容できた。しかもブレゲの着想により、腕木を操作する信号手手元の操作レバーと、塔屋上の腕木は相似形で、てことロープの動きで自在な操作ができた。
シャップの提案に対し、当初はその有効性に疑念が抱かれたが、1793年7月にパリ近郊3地点25kmの間で実施された公開試験では28語を11分で伝送して可能性の高さを示した。フランス革命期に政治家としても活躍した軍人・科学者のラザール・カルノーの後押しで通信網整備が開始され、ほどなく軍事上の価値を認められて急速な整備が開始された。1794年フランス軍の北方の要衝コンデの奪回を当日の内にパリまで伝えたことで意義が認められたという。フランス革命期からナポレオン時代にかけ、フランス国内で総延長600kmが整備された。ナポレオンも腕木通信の活用に熱心で、国内を中心とする幹線通信網の整備に取り組んだ。この結果、1819年の記録によれば、フランス国内を縦断する551kmのルート（パリ・ブレスト間）を通じ、8分間で情報伝達することを可能にしたという。
フランスでは政府の公用通信業務のほか、余裕があれば民間からの通信需要にも応えており、通信料金は極めて高価であったが、特に迅速性の求められる相場情報伝送などにしばしば活用された。
利便性が注目され、最盛期には世界中で総延長1万4,000kmにも達した。フランスではナポレオン以降の復古王政期間にも幹線ルートの通信網の延長が進み、1846年-47年の最終的なピーク時にはフランス国内だけで腕木通信網延長は4,081kmに到達した。またシャップ式でない腕木信号装置やその類型であるシャッター式の信号装置も諸国で考案されて実用に供された。近代的な電気通信網が発明されるまでは、情報伝送量、通信速度と通信可能距離の3点において、最も優れた通信手段といえた。
しかし、要員を常駐させねばならないこと、悪天候時は使用できないことなどの欠点があり、より迅速性と確実性に富んだ、モールス信号を利用した有線電信の登場により、1840年代以降は先進国から急速に衰退した。1880年代にスウェーデンの離島で運用されていたのが最後の使用例とされている。
フランス通信社の創業者であるシャルル＝ルイ・アヴァスは腕木通信のメッセージを解読してどこよりも早い新聞の速報記事を出すことでフランス通信社を発展させた。どのような手段で解読していたのかは謎のままであるが、何らかの手段で解読表を入手したと言われている。
王政復古期が時代背景となるアレクサンドル・デュマの伝奇小説「モンテ・クリスト伯」の中では、策謀をもくろむ主人公が腕木通信の通信塔を訪れ、通信士を買収して捏造情報を送信させるシーンがある。

## ナポレオンとの関係
- 1799年11月 - ブリュメールのクーデターで腕木通信網の全線へナポレオン・ボナパルトのメッセージが流された。
- 1801年 - リュネヴィルの和約のためにフランス東部の都市リュネヴィルへの通信回線の増設を命令した。クロード・シャップはこれを2週間で完成させ、ナポレオンは現地の全権大使との連絡網を活用した。
- 1805年 - ナポレオンがイタリアを支配するようになるとリヨン－ヴェネツィア間の通信網が整備される。アルプス山脈を越える工事は難航し、何度もナポレオンから催促を受けながら2年余りを費やして完成する。
- ナポレオンがエルバ島を脱出し、フランスへ上陸するとその行動が腕木通信で即日パリへ通報された。

## 日本での不採用
欧米では一定の発達を見せた腕木通信システムであったが、日本で導入されることはなかった。
日本では江戸時代中期から米相場などの情報を伝えるために、大型手旗信号の一種である「旗振り通信」が存在しており、1745年時点で少なくとも実用に供されていたことが確認されている。一説には大阪－和歌山間を最速3分、大阪-広島間を27分（別の文献では40分足らず）で伝達できたとされる。
だが、ヨーロッパの通信技術導入が始まった幕末から明治維新期には、すでに欧州の腕木通信システムは前時代の技術となっており、日本は腕木通信を飛び越して電信を導入することになった。
また、初期の電信・電話通信のコスト高を嫌った民間の相場通信需要も、伝統的な旗振り通信で十分に充足されており、固定設備設置・維持の手間が掛かる腕木通信は用いられなかった。結局、日本の視覚通信手段は、長距離電報・電話の通信料金が下がって需要がそちらに移行した1914年から1918年ごろまで、旗振り通信のみに留まった。

## 参考資料
- 中野明『腕木通信 : ナポレオンが見たインターネットの夜明け』朝日新聞社〈朝日選書〉、2003年。ISBN 4022598409。 NCID BA64297548。全国書誌番号:20507422。 ISBN 9784022598400
- 柴田昭彦『旗振り山』ナカニシヤ出版、2006年。ISBN 4779500761。 NCID BA76679337。全国書誌番号:21042115。